# Vermelho Novo
Vermelho Novo là một đô thị thuộc bang Minas Gerais, Brasil. Đô thị này có diện tích 113,941 km², dân số năm 2007 là 4551 người, mật độ 42 người/km².